# Candace Crawford
Candace Crawford (11 maart 1994) is een Canadees alpineskiester. 

## Carrière
Crawford maakte haar wereldbekerdebuut tijdens de reuzenslalom in oktober 2014 in Sölden. Ze behaalde nog geen podiumplaatsen in een wereldbekerwedstrijd. 
In Beaver Creek nam Crawford deel aan de wereldkampioenschappen alpineskiën 2015. Op dit toernooi eindigde ze als 29e op de reuzenslalom en als 30e in de slalom. Samen met Erin Mielzynski, Phil Brown en Trevor Philp behaalde Crawford de zilveren plak in de landenwedstrijd. In de voorrondes won het Canadese team van de hoger geplaatste teams van Duitsland, Italië en Zweden. In de finale moest het Canadese viertal echter zijn meerdere erkennen in het Oostenrijkse team.
In 2018 maakte Crawford haar Olympisch debuut. Op de Olympische Winterspelen 2018 eindigde Crawford 25e op de reuzenslalom en 29e op de super G.

## Resultaten

### Wereldkampioenschappen
| Jaar | Plaats       | Resultaten                                      |
| ---- | ------------ | ----------------------------------------------- |
| 2015 | Beaver Creek | Landenwedstrijd · 29e Reuzenslalom · 30e Slalom |
| 2017 | Sankt Moritz | 21e Combinatie 26e Super G DNF1 Reuzenslalom    |

### Olympische Spelen
| Jaar | Plaats      | Resultaten                                                     |
| ---- | ----------- | -------------------------------------------------------------- |
| 2018 | Pyeongchang | 25e Reuzenslalom 29e Super G DNF Afdaling DNF1 Supercombinatie |

### Wereldbeker
Eindklasseringen
| Seizoen   | Algm | SL  | RS  | SG  | SC  |
| --------- | ---- | --- | --- | --- | --- |
| 2014/2015 | 110e | 49e | -   | -   | -   |
| 2015/2016 | 85e  | -   | 48e | 43e | 26e |
| 2016/2017 | 90e  | -   | 54e | 51e | 34e |